# Blauwe stormvogel
De blauwe stormvogel (Halobaena caerulea) is een vogel uit de familie van de stormvogels en pijlstormvogels (Procellariidae).   

## Kenmerken
De onderzijde van de blauwe stormvogel is wit, de bovenzijde grijs met een duidelijk zichtbare zware M over beide vleugels. Hierdoor lijkt hij wat op de prion. Het verschil met deze vogel is de kleinere snavel en het witte uiteinde van de staart.
De lichaamslengte bedraagt 26 tot 32 cm, de spanwijdte 62 tot 71 cm en het gewicht 152 tot 251 gram.

## Leefwijze
Het voedsel bestaat uit schaaldieren en vis.

## Verspreiding en leefgebied
Het is een zeevogel van de oceanen rondom Zuid-Afrika, Australië en delen van Zuid-Amerika tot in de buurt van het Antarctische continent. Ze wagen zich wel niet tot aan het pakijs. Hun broedkolonies bevinden zich op Marioneiland, Prins Edwardeilanden, de Crozeteilanden, de Kerguelen, Macquarie-eiland en South Georgia.

## Voortplanting
Ze nestelen op lage hellingen die naar de zee gericht zijn. Hun nest bouwen ze in legers van 15 tot 37 cm diep. Het vrouwtje legt in oktober één ei. Beide ouders broeden het gedurende 50 dagen uit. Na 55 dagen is de jonge vogel zelfstandig.

## Bedreiging
Op sommige eilanden waar ze broeden zijn ze het slachtoffer van katten, ratten en varkens.

## Status
De grootte van de populatie is in 2019 geschat op 4 miljoen volwassen vogels. Op de Rode lijst van de IUCN heeft deze soort de status niet bedreigd.

## Externe link

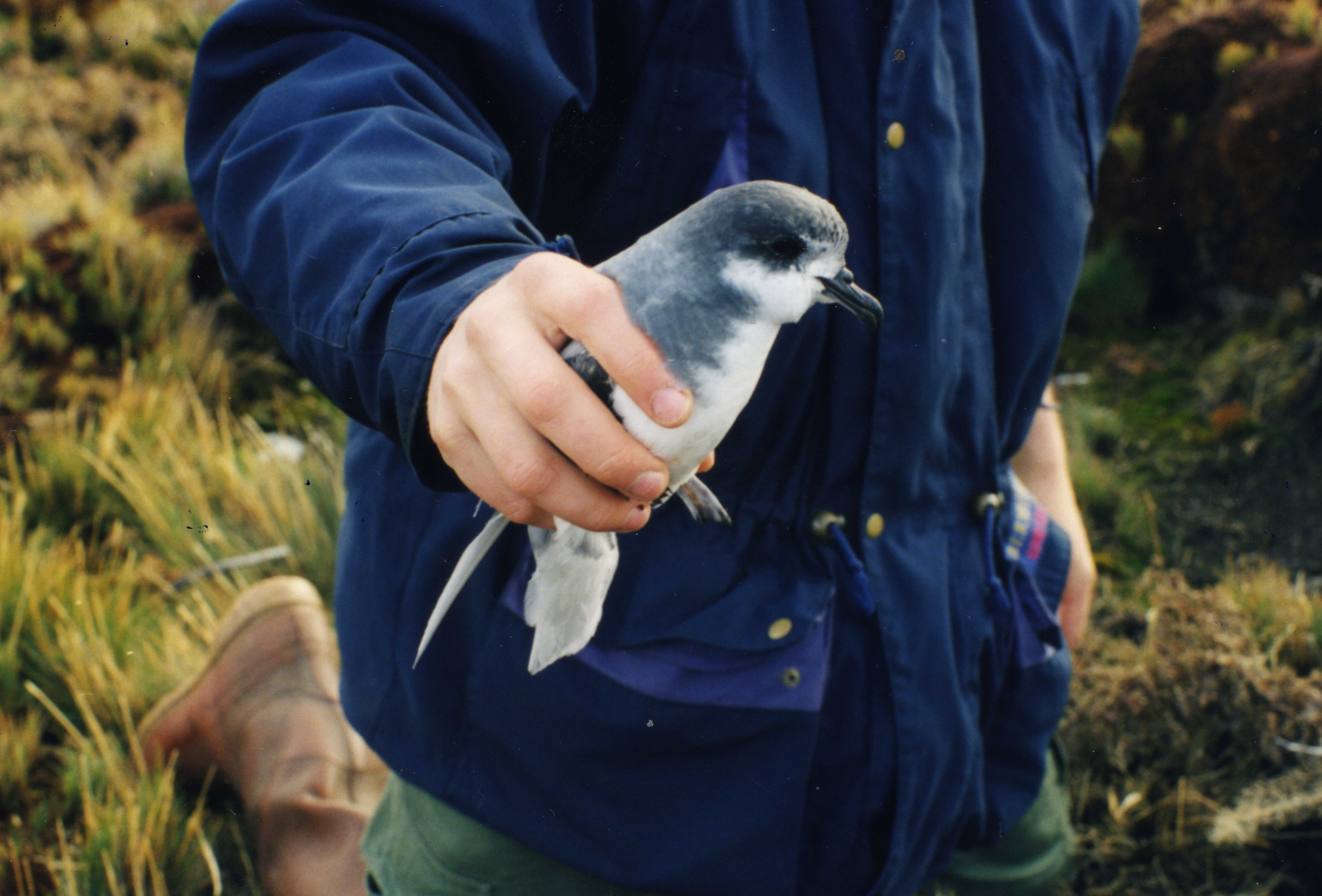